# 東浦知多インターチェンジ
東浦知多インターチェンジ（ひがしうらちたインターチェンジ）は、愛知県知多郡東浦町にある知多半島道路のインターチェンジ。

## 道路
- E87 知多半島道路

## 歴史
- 1994年（平成6年）9月 - 東浦IC新設事業変更許可[1]。
- 1998年（平成10年）2月18日 - IC名称を東浦知多ICに変更[2]。
- 1999年（平成11年）4月1日 - 東浦知多IC供用開始[2]。
- 2016年（平成28年）10月1日 - 愛知県道路公社から愛知道路コンセッションに移管。

## 接続する道路
- 愛知県道23号東浦名古屋線

## 料金所

### 入口
- レーン数：2
  - ETC専用：1
  - 一般：1

### 出口
- レーン数：3
  - ETC専用：1
  - 一般：2

## 周辺
- 知北平和公園
- 名鉄河和線 八幡新田駅

## 隣
E87 知多半島道路
大府東海IC - 東浦知多IC - 阿久比IC